# MonoGame
MonoGame è un'implementazione open source del framework Microsoft XNA 4 che permette di sviluppare videogiochi per le piattaforme Microsoft Windows, MacOS, Linux, Android, IOS, PlayStation, Xbox, Nintendo Switch. 

## Panoramica
La libreria MonoGame consente lo sviluppo di videogiochi in linguaggio C#, esponendo un insieme di classi pronte all'uso e offrendo lo strumento Content Pipeline con interfaccia grafica per la gestione facilitata dei contenuti.
Il framework offre un’estensiva possibilità di porting su altre piattaforme grazie ai file binari .xnb, contenenti asset di gioco facilmente traducibili.
MonoGame è utilizzabile in tutti i principali sistemi operativi: Microsoft Windows, MacOS e Linux. È inoltre presente sotto forma di codice sorgente su GitHub, di pacchetto di codice condiviso NuGet e di libreria per l'ambiente di sviluppo Microsoft Visual Studio.
Di seguito l'elenco di alcune classi e strutture fondamentali contenute nel namespace Microsoft.Xna.Framework e necessarie, ad esempio, allo sviluppo di un videogioco con grafica bidimensionale:
- Game: è il core dell'applicazione, gestisce internamente il game loop (input, update, render) ed espone le proprietà e i metodi da utilizzare.
- Content.ContentManager: consente la gestione delle risorse fisiche del gioco.
- Graphics.Texture2D: contiene la matrice di colori di uno sprite bidimensionale, caricati in memoria dall'oggetto ContentManager a partire da un file immagine, tipicamente di estensione PNG per la gestione della trasparenza.
- Graphics.SpriteBatch: consente il rendering degli oggetti Texture2D.
- Vector2:  rappresenta una coppia di coordinate bidimensionali per il posizionamento degli oggetti Texture2D.
- Rectangle: rappresenta un'area con quattro lati per identificare posizione, larghezza e altezza degli oggetti Texture2D.